# Haglammen
Haglammen är en sjö i Nykvarns kommun i Södermanland och ingår i Norrströms huvudavrinningsområde. Sjön är 7,4 meter djup, har en yta på 0,01 kvadratkilometer och är belägen 42 meter över havet.